# Одрински мирен договор (1568)
Вижте пояснителната страница за други значения на Одрински мирен договор.
Одринският мирен договор от 1568 г. слага край на австро-турската война (1566-1568).
Сключен е между император Максимилиан II и османския султан Селим II на 17 февруари 1568 г.
Още през юни 1567 г. императорът на Свещената Римска империя изпраща трима посланици в Константинопол – хърватина Антон Вранчич, щиреца Кристоф Тейфенбах и холандеца Алберт де Вис. На 26 август 1567 г. те пристигат в османската столица за преговори с великия везир Мехмед паша Соколович. На 21 септември 1567 г. тримата преговарящи получават аудиенция при новия султан Селим II, след 14 кръга мирни преговори.
Мирният договор е сключен за 8 години и потвърждава османските завоевания, преповтаряйки в общи линии постановките на предходния Одрински мирен договор (1547) и Константинополски мирен договор (1559). Австрийските Хабсбурги се ангажират да зачитат и уважават правата на войводите на Трансилвания, Влашко и Молдова, като императорът се задължава да плаща на султана и символичен годишен наем в размер на 30 000 флорина на преотстъпеното му право да владее част от Унгария.
Мирният договор утвърждава разделението на Средния Дунав и правото на всяка от страните да събира данъци от подвластните ѝ области от двете страни на границата.  По силата на клаузи от договора се създава и комисия по определянето/демаркацията на границата. И двете страни имат право да изграждат крепости в пограничните райони. Австрийците се възползват от това, за да създадат известната военна граница. Споразумението определя разделението на Унгария на три части: Хабсбургска Унгария (30 комитата), Османска Унгария и васалното, но автономно Княжество Трансилвания с части от Унгария (като османски васал). Повечето от владенията на Хабсбургите се състоят от Словакия, т.е. Горна Унгария (20 комитата).)
Договорът е още два пъти удължаван за по 8 години – през 1576 г. и 1583 г., т.е. до началото на 1591 г., когато избухва Дългата война.
Основните положения от договора, с малки промени, издържат общо век и половина – до края на XVII век с края на Голямата турска война и новия баланс на силите в Централна Европа, установен по силата на Карловецкия мирен договор от 1699 г.